# Старова, Наталья Владимировна
Наталья Владимировна Старова (15 июля 1923—2004) — генетик, почетный академик АН РБ (1995), доктор биологических наук (1974), профессор (1990), заслуженный деятель науки РБ (1993).

## Биография
Старова Наталья Владимировна родилась 15 июля 1923 года в селе Поляна Белгородской области. С 1941 по 1942 год она работала педагогом в школе города Караганда, затем 2 года пионервожатой Компанейского детдома .
В 1948 году Старова окончила Харьковский сельскохозяйственный институт и с 1951 по 1965 года работала научным сотрудником Степной лесоопытной станции (г. Степной Ставропольского края), затем в Украинском НИИ лесного хозяйства и агролесомелиорации (г. Харьков, 1965—1983); заведующей лабораторией Отдела биохимии и цитохимии БФАН СССР (1983—1988), заместителем директора Института биологии БНЦ УрО АН СССР, руководителем ботанического сада (1988—1991), и. о. директора (1991—1998), главный научным сотрудником (1998—2005) Ботанического сада-института УНЦ РАН.
Областью научных интересов Старовой была селекция лесных древесных растений, лесная популяционная генетика, экологическая генетика. Ей удалось вывести новые сорта тополей и ив, выявить закономерности наследования некоторых признаков древесных растений, создать клоновую биологическую модель гетерозиса.
Старова — почетный академик АН РБ (1995, Отделение биологических наук АН РБ), доктор биологических наук (1974), профессор (1990). Она создала в Башкирии школу лесной популяционной генетики и селекции. Среди её учеников 4 доктора и 16 кандидатов наук.

## Труды
- Старова Наталья Владимировна является автором свыше 100 научных работ, в том числе 5 монографий, 7 авторских свидетельств на изобретения.
- Старова Н. Селекция ивовых. М.: Наука, 1980.
- Пути генетического улучшения лесных древесных пород. М.: Наука, 1985 (соавтор).
- Биоценотическая характеристика хвойных лесов и мониторинг лесных экосистем Башкортостана. Уфа: Гилем, 1998 (соавтор).
- Проблемы экологии: Принципы их решения на примере Южного Урала / Под ред. Н. В. Старовой. М.: Наука, 2003